# Сама жизнь (фильм, 2014)
«Сама жизнь», в оригинале «5 полётов вверх» (англ. 5 Flights Up), — американская комедийная драма Ричарда Лонкрейна, снятая в 2014 году. Фильм основан на романе Джилл Саймент «Героические меры» (англ. Heroic Measures).

## Сюжет
Алекс и Рут Карверы, пожилая пара, планирующая переезд из своего пятиэтажного дома с неработающим лифтом. Алекс — художник, использует одну из комнат как мастерскую; Рут — школьная учительница на пенсии. Они прожили в своей квартире очень много лет — она стала неотъемлемой частью их жизни. Их племянница Лилли выступает брокером и оценивает стоимость квартиры в 1 млн долларов.
У Алекса и Рут появляется несколько проблем во время продажи. Первая — больная собака Дороти, у которой сломан межпозвоночный диск и которой требуется дорогостоящее лечение. Вторая — о предполагаемом террористе, который врезался в автоцистерну рядом с квартирой Карверов.
Ветеринар говорит, что операция для Дороти стоит 10 тыс. долларов. Изначально Алекс против, но позже соглашается сделать всё возможное для спасения собаки. После проведённой операции Дороти всё ещё не может двигать ногами, и лишь к концу фильма под наблюдением ветеринара начинает ходить.
Рут находит квартиру, которая ей нравится, и отправляет на неё своё предложение о покупке. Агент продавца требует оплату в тот же день, в противном случае он вернёт её на торги. Алекс, Рут и Лилли приносят собранные деньги, чтобы отдать залог, но владельцы заявляют о том, что этого недостаточно. Между этим в новостях сообщается о задержанном водителе танкера, которым оказался ребёнок.
В результате Алекс отказывается выплачивать депозит, видя недружелюбность хозяев квартиры.

## В ролях
| Актёр               | Роль            |
| ------------------- | --------------- |
| Морган Фримен       | Алекс Кервер    |
| Дайан Китон         | Рут Карвер      |
| Кэрри Престон       | Мириам Карсуэлл |
| Мириам Шор          | Леди            |
| Синтия Никсон       | Лилли           |
| Джеймс Клод Бристоу | Ларри           |
| Джоанна Адлер       | мать мальчика   |
| Джош Пайс           | Джексон         |
| Стерлинг Джеринс    | Зоя             |
| Мори Гинзберг       | доктор Крамер   |

## Производство
Съёмочный период начался в 2013 году. Некоторые сцены снимались в центре Бруклина на открытом воздухе. 27—28 сентября были отсняты сцены в ветеринарной больнице BluePearl Veterinary Partners и Мидтауне.

## Премьера
Премьера фильма состоялась 5 сентября 2014 года на кинофестивале в Торонто.

## Критика
Фильм получил неоднозначные отзывы кинокритиков: на Rotten Tomatoes он имеет рейтинг одобрения 46 % на основе 63 обзоров со средней оценкой 5,4 из 10. На Metacritic фильм набрал 55 баллов из 100 на основе мнений 18 критиков, что свидетельствует о «смешанных» отзывах.